# Магда Сямкури
Магдалинѝ (Ма̀гда) Ся̀мкури (на гръцки: Μαγδαληνή, Μάγδα Σιάμκουρη) е гръцка художничка и фотографка.

## Биография
Родена е в 1951 година в големия македонски град Солун. От 1980 до 1985 година учи живопис и принт в Атинското училище за изящни изкуства при Димитрис Митарас, Панайотис Тецис и Танасис Екзархопулос. След това заминава да учи с държавна стипендия в Кралския колеж по изкуствата (1986 – 1988) и в Училището по изкуства „Сейнт Мартин“ (1988 – 1990). От 1990 година Сямкури започва да преподава в Атинското училище за изящни изкуства. От 1991 година организира детски рисувателен уъркшоп на Хидра, където преподава четири години.
В 1992 година Сямкури прави първата си самостоятелна изложба в Неес Морфес в Атина. Постепенно изкуството ѝ се отклонява в посока абстракция и Сямкури започва да използа хартия за създаване на триизмерни произведения. В принтовете ѝ обаче остава интересът към природата. С времето природните форми се връщат и в живописта на Сямкури, като се комбинират с абстрактния подход – тя започва да прави сънувани пейзажи с черно мастило, като експресивният ефект се получава с използането на различни нюанси черно.
Сямкури се занимава и с фотография, като снимките ѝ са инспирирани от светлината на телевизионния екран. Изложба с подобни фотографии Сямкури прави в 2003 година. Освен това рисува и политически карикатури и прави литографии.
Прави много самостоятелни изложби и участва в групови в Гърция и в чужбина. Нейни творби са изложени в Цикладската галерия на Сирос, Йонийската банка, Министерството на културата, Македонското арт общество „Техни“ и други.